# Annamaria Cancellieri
Annamaria Cancellieri (Roma, 22 ottobre 1943) è una funzionaria e prefetto italiana.
È stata ministro dell'interno del governo Monti dal 16 novembre 2011 al 28 aprile 2013 e ministro della giustizia del governo Letta dal 28 aprile 2013 al 22 febbraio 2014.

## Biografia

### Vita privata
Annamaria Cancellieri proviene da una famiglia italiana che ha vissuto fino al 1969 a Tripoli: suo nonno, Dunstano Cancellieri, combattente nella guerra coloniale del 1911 fu nominato "Commissario ai beni sequestrati ai berberi", suo padre vi costruiva centrali elettriche. È sposata dal 1966 con Sebastiano Peluso, ex farmacista ora in pensione. Negli anni settanta la coppia torna in Italia. La coppia ha due figli, uno dei quali, Piergiorgio, nel 2002 direttore dell'area consulenza finanziaria di Medio Credito Centrale, è stato amministratore delegato di Unicredit Corporate Banking, direttore generale di Fondiaria-SAI, ed è attualmente top manager in Telecom Italia.

### La carriera in prefettura
Si laurea in scienze politiche alla Sapienza di Roma ed entra subito alla Presidenza del Consiglio. Nel 1972, durante gli anni difficili del terrorismo, entra nell'amministrazione del Ministero dell'interno. Giornalista pubblicista, diventa capoufficio stampa della prefettura di Milano e responsabile del progetto Efficienza.
Viene nominata prefetto il 1º settembre 1993. Nel 1994 ricopre l'incarico di commissaria prefettizio del Comune di Parma.
Nel corso della sua carriera è stata prefetto di Vicenza, Bergamo, Brescia, Catania e Genova. È a Catania nel 2007, quando nel derby Catania-Palermo viene ucciso l'ispettore di polizia Filippo Raciti. Nel 2009 lascia l'amministrazione dell'interno ed è collocata in quiescenza.

### Altri incarichi
Nel 2009 presiede la commissione per il piano rifiuti della Regione Siciliana e nello stesso anno il presidente Raffaele Lombardo la nomina commissaria al Teatro Bellini di Catania, incarico che ha mantenuto fino al settembre 2010.
Dal 17 febbraio 2010 al 24 maggio 2011 è commissaria prefettizia a Bologna. Dallo scranno più alto di Palazzo D'Accursio traghetta il Comune, rimasto senza la guida a causa dello scandalo che ha travolto il sindaco Flavio Delbono, fino alle nuove elezioni.
Nel 2011 non accetta la proposta del PdL di candidarsi con il partito come Sindaco a Bologna alle elezioni del 2011, per non venir meno al suo ruolo istituzionale super partes.
Dal 16 giugno 2011 fino alla sua nomina a Ministro dell'interno è vicepresidente del consiglio di amministrazione di AMT Genova, la società per azioni concessionaria del trasporto pubblico nel comune di Genova.
Dal 20 ottobre 2011 è nuovamente commissaria prefettizia a Parma in seguito alle dimissioni del sindaco Pietro Vignali, ma solamente per meno di un mese, fino alla nomina come Ministra.

### Ministra dell'interno

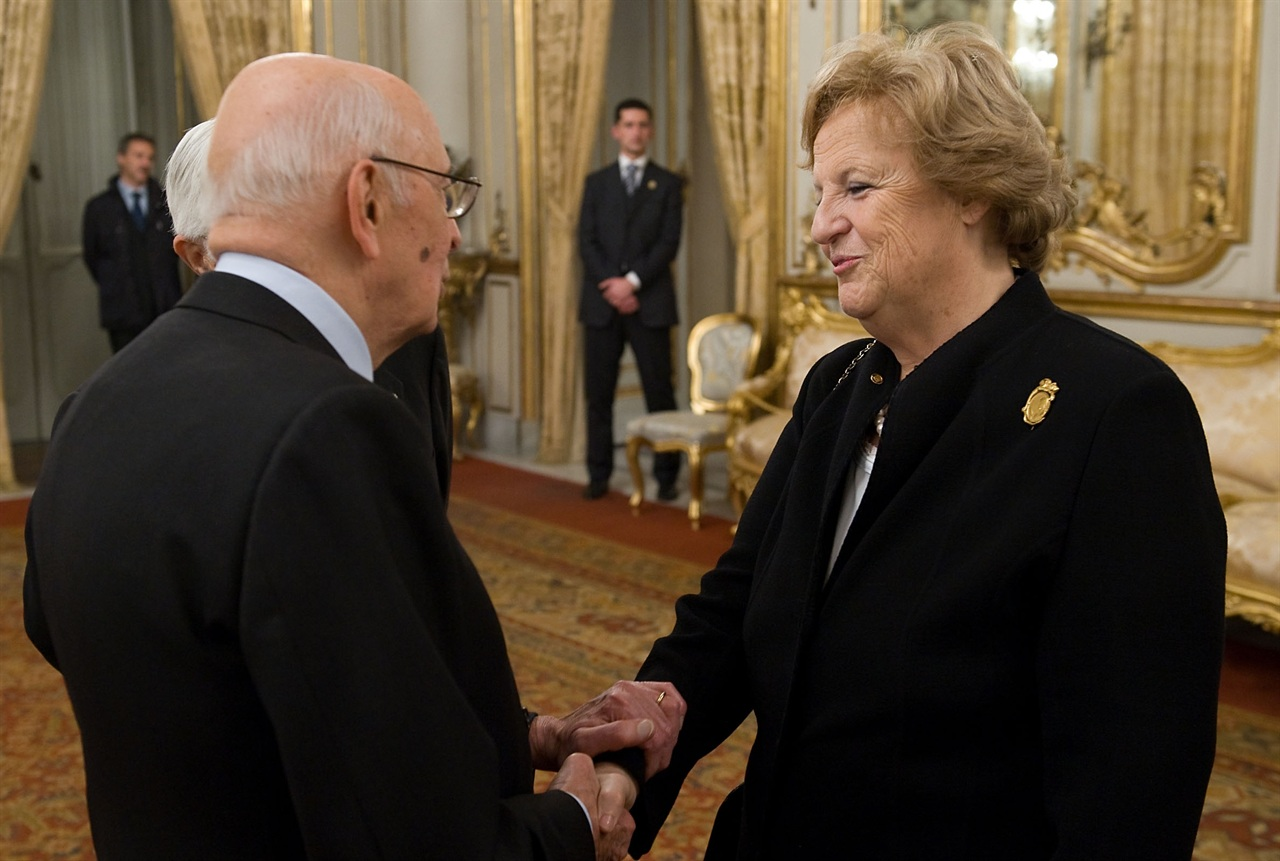
Il ministro dell'interno Annamaria Cancellieri con il Presidente della Repubblica Giorgio Napolitano nel 2011

Il 16 novembre 2011 diventa ministro dell'interno del governo Monti, nella storia della Repubblica Italiana risulta essere la seconda donna a ricevere la nomina a questo incarico dopo l'onorevole Rosa Russo Iervolino. Una volta al Viminale, Cancellieri dà una forte accelerazione all'aggressione dei patrimoni mafiosi e scioglie per infiltrazioni mafiose il comune di Reggio Calabria: è la prima volta per un capoluogo di provincia suscitando le critiche del Popolo della Libertà, il comune di Racalmuto ed il comune di Salemi, suscitando le critiche del sindaco salemitano Vittorio Sgarbi.
Inoltre, Cancellieri deve affrontare le controversie relative alle condanne definitive per i fatti della Diaz del 2001, affermando: La sentenza della Cassazione mette fine ad una vicenda dolorosa che ha segnato tante vite umane. Ma questo non significa che si debba dimenticare, anzi. Il caso Diaz deve restare nella memoria.
In merito alle frasi espresse contro la madre Patrizia Moretti da uno dei quattro poliziotti condannati per l'omicidio di Federico Aldrovandi, la ministra non esita a definirle vergognose e gravemente offensive, disponendo immediatamente un procedimento disciplinare ed affermando: Alla mamma di Federico voglio dire che le siamo vicini, comprendiamo il suo dolore ed ha tutto il nostro affetto. Dobbiamo punire i poliziotti che sbagliano, le mele marce devono andare via. Ma la polizia è un corpo sano.

### Candidatura alla presidenza della Repubblica
Il 18 aprile 2013 viene indicata come candidata alla presidenza della Repubblica da parte di Scelta Civica.
Il 19 aprile 2013 alla quarta votazione raggiunge 78 voti, 9 in più dei 69 iniziali di Scelta Civica.

### Ministra della giustizia
Il 27 aprile 2013 viene scelta come ministro della giustizia dal presidente del Consiglio Enrico Letta, giurando il giorno dopo. Nella storia della Repubblica è la seconda donna a ricoprire questo incarico dopo il suo diretto predecessore nel governo Monti, Paola Severino. Resta al vertice del ministero fino al febbraio 2014.

## Controversie
Nel gennaio 2012 in qualità di ministro ha rinnovato il contratto settennale (2012-2018) tra Viminale e Telecom Italia per il sistema di controllo a distanza dei detenuti agli arresti domiciliari e una serie di servizi elettronici, questione su cui il 13 settembre 2012 la Corte dei conti si è pronunciata con parere negativo.
Il 6 febbraio 2012 il ministro Cancellieri ha rilasciato una dichiarazione che ha suscitato polemiche: "Noi italiani siamo fermi al posto fisso nella stessa città, di fianco a mamma e papà". Alcuni critici hanno messo in relazione questa affermazione con la liquidazione pari a 3 annualità di stipendio (tre milioni e seicentomila euro) in seguito ricevuto dal figlio Piergiorgio Peluso per un incarico di dodici mesi come direttore generale della Fondiaria Sai.
Nel marzo 2009, in veste di prefetto di Genova, riguardo alla possibilità di presenza mafiosa nel capoluogo ligure affermò "Emergenza mafia? Non ci risulta". Negli anni successivi varie indagini hanno portato invece alla luce la presenza in città di referenti della 'Ndrangheta, ad esempio nel giugno del 2011 venne arrestato Domenico Gangemi.

### Il caso Ligresti
Nel novembre 2013 il Ministro Cancellieri finisce al centro di forti polemiche per aver esercitato, secondo i detrattori, pressioni politiche sull'organo di amministrazione penitenziaria (DAP) al fine di favorire la scarcerazione di una detenuta eccellente, figlia dell'amico di vecchia data Salvatore Ligresti. La donna era coinvolta in un'inchiesta penale riguardante Fonsai (ex Fondiaria, la società assicurativa della famiglia Ligresti) e presunte attività di falsificazione dei bilanci societari. Il 17 luglio, parlando al telefono con la compagna di Salvatore, la Cancellieri afferma che si sarebbe attivata per sollecitare il DAP a svolgere accertamenti sanitari sulla Ligresti, che nei colloqui con i parenti lamentava di patire notevolmente l'esperienza carceraria. Interrogata dai magistrati titolari dell'inchiesta, è la stessa Cancellieri a confermare di aver "sensibilizzato i due vicecapi di Dipartimento, Francesco Cascini e Luigi Pagano, perché facessero quanto di loro competenza". Circa un mese dopo in effetti, il DAP trasferisce alla Procura una diagnosi in cui una psicologa sanciva l'incompatibilità della donna con la vita detentiva; la Ligresti verrà successivamente ammessa al regime degli arresti domiciliari con il parere favorevole dei PM.
La vicenda è stata innescata dalla pubblicazione delle telefonate sui quotidiani, portando alcune forze politiche a chiederne le dimissioni. Nonostante le pressioni, il Ministro ha annunciato la sua intenzione di continuare il mandato, giustificando i suoi atti con intenti puramente umanitari. A questo proposito ha dichiarato:
A difesa del suo operato si sono pronunciate, tra gli altri, la madre di Federico Aldrovandi e la sorella di Stefano Cucchi, lodando la sua attenzione alle condizioni di salute dei detenuti.
Alla data del 4 novembre 2013 il suo nome compare nelle carte dell'inchiesta Fonsai.
Il 5 novembre 2013 riferisce al Parlamento sul caso Ligresti, ribadendo l'indipendenza della magistratura e di non aver sollecitato la scarcerazione della Ligresti, pur essendo legata da profonda amicizia con il fratello di Salvatore, Antonino Ligresti. Nel corso del dibattito i partiti di opposizione chiedono le sue dimissioni mentre i parlamentari di maggioranza, con poche eccezioni, le rinnovano il sostegno.
Il 15 novembre 2013, alla luce dei tabulati del cellulare della Cancellieri e del marito, da cui risultano altre telefonate (il cui contenuto non è agli atti del processo) con membri della famiglia Ligresti, molti esponenti politici e mezzi d'informazione l'accusano di avere mentito al PM che indaga sul suo caso e/o in Parlamento. In una lettera aperta, il Ministro ha rigettato tali accuse, sottolineando che lei stessa non ha mai nascosto la sua amicizia di lunga data con Antonino Ligresti, a cui si è rivolta spesso anche "per consigli su problemi di salute", e ribadendo la sua posizione che "nessuna ingerenza vi è stata rispetto alla vicenda processuale dei Ligresti". Vari membri del governo, a partire dal presidente Enrico Letta, hanno a più riprese ribadito pubblicamente la loro fiducia nel Ministro.
Alla data del 18 novembre 2013, la Procura di Torino comunica che sulla sua vicenda risulta aperto un fascicolo, che sarà trasferito alla Procura di Roma in quanto territorialmente competente.
Il 20 novembre 2013 viene discussa alla Camera dei deputati una mozione di sfiducia individuale presentata dal Movimento 5 Stelle ai danni del Ministro Cancellieri, dopo lo scandalo Ligresti. Il Guardasigilli ribadisce ancora in Aula di non aver fatto alcun favoritismo e di non aver mentito ai PM. La mozione viene bocciata con 405 voti contrari (PD, Nuovo Centrodestra, Forza Italia e SC) e 154 favorevoli (M5S, SEL, Lega Nord e Fratelli d'Italia - Alleanza Nazionale).
 In data 12 marzo 2014 risulta da numerose fonti giornalistiche che la Cancellieri è effettivamente indagata "per false dichiarazioni a pubblico ministero".
Nel febbraio 2015 il Tribunale di Roma, accogliendo la richiesta del pubblico ministero, ha disposto l'archiviazione del fascicolo.

## Procedimenti giudiziari
Annamaria Cancellieri da commissaria del teatro Bellini di Catania alla fine del 2009 venne indagata dalla procura etnea per abuso d'ufficio. Il pm Alessandro La Rosa le contestava consulenze inutili e costose per i bilanci del teatro. Il procedimento viene archiviato nel 2014.